# Halictus orientalis
Halictus orientalis är en biart som beskrevs av Amédée Louis Michel Lepeletier 1841. Halictus orientalis ingår i släktet bandbin, och familjen vägbin. Inga underarter finns listade i Catalogue of Life.